# إبراهيما سوانيه
إبراهيما سوانيه (بالفرنسية: Ebrahima Sawaneh)‏ (ولد في 7 سبتمبر 1986) هو مهاجم كرة قدم من غامبيا. يلعب لتوبيز البلجيكي. سبق له اللعب لأندية مختلفة بما في ذلك لخ بوزنان وبيفيرن وكورتريك وكيه في ميخيلين ومونز وآود هيفرلي لوفين ومعيذر.
إبراهيما سوانيه لديه جنسية مزدوجة (غامبية ألمانية) لكنه فضل اللعب لمنتخب غامبيا.
في 3 فبراير 2014 عاد يوانيه إلى نادي الأم آود هيفرلي لوفين بعقد إعارة لمدة أربعة أشهر قادما من معيذر القطري.